# Réserves navales de pétrole et de schiste bitumineux

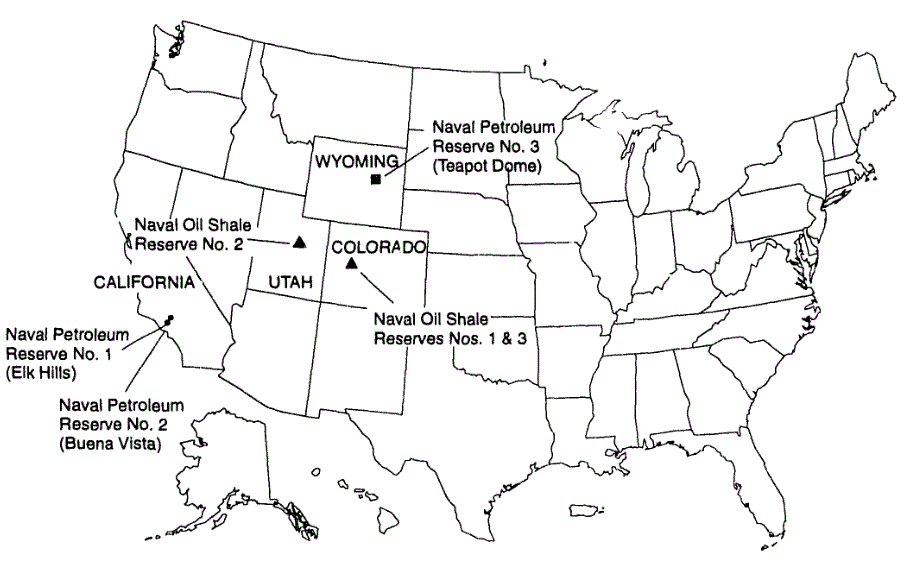
Carte des réserves navales de pétrole en 1992. En 2015, les derniers ont quitté le giron du Département de l’Énergie.

Les réserves navales de pétrole et de schiste bitumineux (en anglais naval petroleum and oil shale reserves, NPOSR ou NPR) sont des réserves stratégiques de pétrole américaines. Elles ont été établies au début des années 1910 dans le but d'assurer un approvisionnement en combustible liquide pour les forces armées américaines.
À la suite du premier choc pétrolier une loi, la Naval Petroleum Reserves Production Act autorisa en 1976 l'utilisation d'une partie de ces réserves pour une durée de six ans.

## Historique

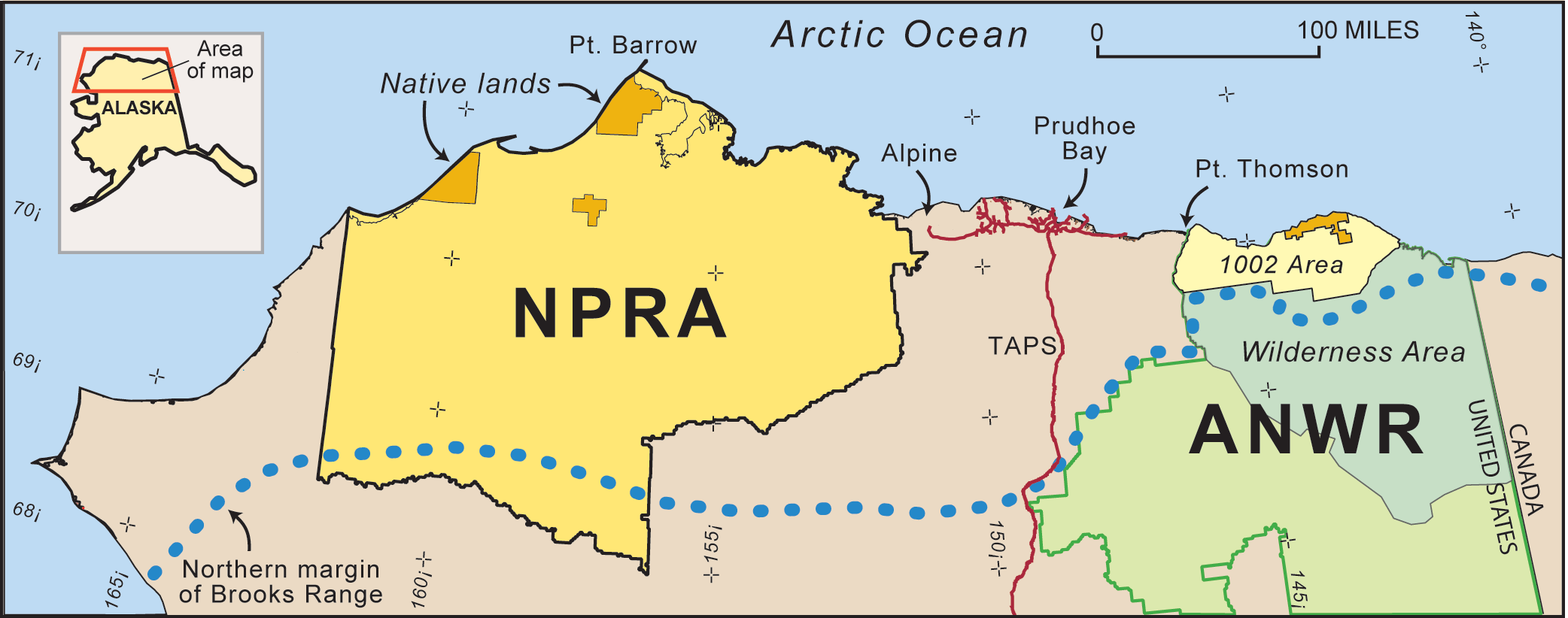
Carte du nord de l'Alaska indiquant la zone NPR-4 (aussi nommée National Petroleum Reserve–Alaska - NPRA).

La loi Pickett de 1910 autorisa le président des États-Unis à mettre en réserve des zones supposées riches en réserves afin d'assurer l'approvisionnement de la Marine en cas d'urgence. Les zones concernées par la loi se situaient dans le Wyoming et en Californie et dépendent alors du Département de la Marine des États-Unis qui déploient, après leur création, en 1942, des Seabee pour leur entretien.
Le premier ordre exécutif les créant est signé le 2 septembre 1912. En 15 ans, un total de 6 zones furent créées, les NPR 1 à 3 et les NPOR 1 à 3. Une quatrième NPR qui se situait en Alaska a été ajoutée en 1923.
Le 4 août 1976, elles sont transférées au Département de l'Énergie des États-Unis dans le cadre de la création de ce nouvel organisme. Elles constituent alors un des éléments de la réserve stratégique de pétrole dirigée par le Bureau des réserves pétrolières (Office of Petroleum Reserves - OPR) qui a, en 2013, un budget annuel de 200 millions de dollars et emploie 975 personnes.

### Liste des réserves
Champ pétrolifère de Salt Creek :

Le Elk Hills Oil Field (en) (NPR-1) est établi le 2 septembre 1912 dans le Comté de Kern en Californie. Il à une superficie de 37 149 acres (150 km2. Mis en production en 1976, il a un pic de production en juillet 1981 avec 181 000 barils/jours. En septembre 1992, le champ a produit son milliardième baril de pétrole, devenant ainsi le treizième champ de l'histoire des États-Unis à franchir cette étape. Il a généré pour 17 milliards de dollars de pétrole lorsqu'en 1998, il est vendu à la Occidental Petroleum pour 3,65 milliards de dollars américains dans le cadre de la plus grande privatisation de biens immobiliers fédéraux de l’histoire des États-Unis.
Le Buena Vista Oil Field (en) (NPR-2) est établi le 13 décembre 1912 également dans le Comté de Kern en Californie. Il dispose d'une superficie de 10 446 acres (42 km2) et est accolé au sud de la NPR-1. En 2015, il est placé sous la tutelle du Département de l’Intérieur hors plusieurs parcelles données à des municipalités,,.
Le Teapot Dome (NPR-3) est une réserve navale de 1915 à 1977 de 9 481 acres (36 km2 comprenant une partie du champ pétrolifère de Salt Creek, il est alors transféré au Département de l’Énergie des États-Unis qui l'utilise pour des essais de nouvelles méthodes de forage. Il produit entre 1975 et 2015 pour 22 millions de barils de pétrole d'une valeur de 569 millions de dollars. Il est vendu en 2015 à Stranded Oil Resources Corporation, une filiale de la Alleghany Corporation (en), pour 45,2 millions de dollars américains et l’on estime qu'il reste encore 300 millions de barils de pétrole dans le champ pétrolifère, bien que la quantité récupérable reste à déterminer.
La National Petroleum Reserve–Alaska (en) (NPR-4) à une superficie en 2012 de 95 506 km2, elle est la plus grande étendue de terres publiques non perturbées aux États-Unis. Elle est gérée par le Bureau of Land Management depuis 1977.
La réserve d'Anvil Points (NOSR-1) est mise en place en décembre 1916 (40 760 acres soit 184 km2 en 1981} dans le comté de Garfield près de Rifle (Colorado), elle est exploitée entre 1920 et 1982 et le terrain est rendu à la vie naturelle entre 1985 et 1987. La NOSR-3 est une parcelle adjacente établie en 1924 (14 130 acres soit 57 km2 en 1981), des recherches sur la production de schiste bitumineux en tant qu'industrie commerciale viable ont lieu de 1946 à 1954. Elles sont actuellement un domaine du Bureau of Land Management qui les louent. 
La NORS-2 (90 440 acres soit 366 km2 en 1981) répartie dans les comtés de Carbon et Uintah dans l'Utah) qui n'a pas été exploitée est remise en 2000/2001 à la tribu indienne Ute du Nord de la Réserve indienne de Uintah and Ouray dans le cadre du plus important transfert de propriété fédérale aux Amérindiens du XXe siècle.